# Шедьяк
Шедьяк (англ. Shediac) — містечко в Канаді, у провінції Нью-Брансвік, у складі графства Вестморленд.

## Населення
За даними перепису 2016 року, містечко нараховувало 6664 особи, показавши зростання на 10,1%, порівняно з 2011-м роком. Середня густина населення становила 123,5 осіб/км².
З офіційних мов обидвома одночасно володіли 4 735 жителів, тільки англійською — 1 110, тільки французькою — 380, а 25 — жодною з них. Усього 195 осіб вважали рідною мовою не одну з офіційних.
Працездатне населення становило 59,7% усього населення, рівень безробіття — 11,1% (12,6% серед чоловіків та 9,8% серед жінок). 91,2% осіб були найманими працівниками, а 7,6% — самозайнятими.
Середній дохід на особу становив $38 881 (медіана $31 067), при цьому для чоловіків — $44 644, а для жінок $33 791 (медіани — $36 688 та $27 349 відповідно).
22,6% мешканців мали закінчену шкільну освіту, не мали закінченої шкільної освіти — 26,2%, 51,4% мали післяшкільну освіту, з яких 31,5% мали диплом бакалавра, або вищий, 20 осіб мали вчений ступінь.
| Статево-вікова структура населення | Статево-вікова структура населення | Статево-вікова структура населення | Статево-вікова структура населення | Статево-вікова структура населення |
| ---------------------------------- | ---------------------------------- | ---------------------------------- | ---------------------------------- | ---------------------------------- |
|                                    |                                    |                                    |                                    |                                    |
| Всього                             | Всього                             | 46,9%53,1%                         |                                    |                                    |
| 0 — 14 років                       | 0 — 14 років                       |                                    | 12%                                | 12%                                |
| 15 — 64 років                      | 15 — 64 років                      |                                    | 59,7%                              | 59,7%                              |
| 65 і більше                        | 65 і більше                        |                                    | 28,3%                              | 28,3%                              |
| 85 і більше                        | 85 і більше                        |                                    | 4,9%                               | 4,9%                               |
| Середній вік (років)               | Середній вік (років)               | 46,450,4                           | 48,5                               | 48,5                               |
| Медіана (років)                    | Медіана (років)                    | 48,853,5                           | 51,4                               | 51,4                               |
| — чоловіки — жінки                 |                                    |                                    |                                    |                                    |

| Походження мешканців:     | Походження мешканців:     | Походження мешканців: | Походження мешканців: | Походження мешканців: |
| ------------------------- | ------------------------- | --------------------- | --------------------- | --------------------- |
| Походження                |                           |                       | осіб                  | %                     |
| Корінні американці        | Корінні американці        |                       | 250                   | 4.03%                 |
| Інше північноамериканське | Інше північноамериканське |                       | 4 540                 | 73.11%                |
| Європейське               | Європейське               |                       | 2 970                 | 47.83%                |
| британське                | британське                |                       | 1 320                 | 21.26%                |
| французьке                | французьке                |                       | 2 115                 | 34.06%                |
| Латинськоамериканське     | Латинськоамериканське     |                       | 35                    | 0.56%                 |
| Карибське                 | Карибське                 |                       | 20                    | 0.32%                 |
| Африканське               | Африканське               |                       | 20                    | 0.32%                 |
| Азійське                  | Азійське                  |                       | 210                   | 3.38%                 |

| Зайнятість населення за галузями (за класифікацією NOC): | Зайнятість населення за галузями (за класифікацією NOC): | Зайнятість населення за галузями (за класифікацією NOC): | Зайнятість населення за галузями (за класифікацією NOC): | Зайнятість населення за галузями (за класифікацією NOC): |
| -------------------------------------------------------- | -------------------------------------------------------- | -------------------------------------------------------- | -------------------------------------------------------- | -------------------------------------------------------- |
|                                                          |                                                          |                                                          |                                                          |                                                          |
| Управління                                               | Управління                                               |                                                          | 10,2%                                                    | 10,2%                                                    |
| Бізнес, фінанси та адміністрування                       | Бізнес, фінанси та адміністрування                       |                                                          | 16,9%                                                    | 16,9%                                                    |
| Природничі та прикладні науки                            | Природничі та прикладні науки                            |                                                          | 6%                                                       | 6%                                                       |
| Охорона здоров'я                                         | Охорона здоров'я                                         |                                                          | 8,3%                                                     | 8,3%                                                     |
| Освіта, правозахист, муніципальні та урядові служби      | Освіта, правозахист, муніципальні та урядові служби      |                                                          | 11,4%                                                    | 11,4%                                                    |
| Мистецтво, культура, відпочинок та спорт                 | Мистецтво, культура, відпочинок та спорт                 |                                                          | 0,8%                                                     | 0,8%                                                     |
| Роздрібна торгівля та послуги                            | Роздрібна торгівля та послуги                            |                                                          | 21,6%                                                    | 21,6%                                                    |
| Гуртова торгівля, транспорт та обладнання                | Гуртова торгівля, транспорт та обладнання                |                                                          | 13,6%                                                    | 13,6%                                                    |
| Природні ресурси, сільське господарство                  | Природні ресурси, сільське господарство                  |                                                          | 1,1%                                                     | 1,1%                                                     |
| Виробництво                                              | Виробництво                                              |                                                          | 9,9%                                                     | 9,9%                                                     |

## Клімат
Середня річна температура становить 5,7°C, середня максимальна – 22,6°C, а середня мінімальна – -14°C. Середня річна кількість опадів – 1 140 мм.
| Клімат поселення                              | Клімат поселення | Клімат поселення | Клімат поселення | Клімат поселення | Клімат поселення | Клімат поселення | Клімат поселення | Клімат поселення | Клімат поселення | Клімат поселення | Клімат поселення | Клімат поселення | Клімат поселення |
| Показник                                      | Січ.             | Лют.             | Бер.             | Квіт.            | Трав.            | Черв.            | Лип.             | Серп.            | Вер.             | Жовт.            | Лист.            | Груд.            |                  |
| Середній максимум, °C                         | −2,86            | −1,83            | 3,02             | 8,98             | 15,50            | 20,84            | 22,62            | 22,03            | 17,51            | 11,66            | 6,05             | −0,92            |                  |
| Середня температура, °C                       | −8,41            | −7,39            | −2,55            | 3,43             | 9,96             | 15,28            | 19,03            | 18,45            | 13,93            | 8,08             | 2,47             | −4,49            |                  |
| Середній мінімум, °C                          | −13,97           | −12,94           | −8,11            | −2,13            | 4,40             | 9,74             | 15,48            | 14,87            | 10,33            | 4,49             | −1,12            | −8,08            |                  |
| Норма опадів, мм                              | 104              | 86               | 96               | 84               | 95               | 96               | 97               | 85               | 87               | 99               | 103              | 108              |                  |
| Середньомісячна швидкість вітру, м/с          | 4.99             | 4.84             | 4.94             | 4.79             | 4.40             | 3.98             | 3.68             | 3.59             | 3.96             | 4.45             | 4.77             | 5.09             |                  |
| Середньомісячна сонячна радіація, кДж/м²·день | 5070             | 8429             | 12157            | 15095            | 18281            | 20314            | 20008            | 17620            | 13213            | 8349             | 4832             | 3851             |                  |
| --------------------------------------------- | ---------------- | ---------------- | ---------------- | ---------------- | ---------------- | ---------------- | ---------------- | ---------------- | ---------------- | ---------------- | ---------------- | ---------------- | ---------------- |
| Джерело:                                      |                  |                  |                  |                  |                  |                  |                  |                  |                  |                  |                  |                  |                  |